# Rodolfo Tito de Moraes
Rodolfo Tito de Moraes (sinh ngày 5 tháng 3 năm 1997) là một cầu thủ bóng đá người Brasil.

## Sự nghiệp câu lạc bộ
Rodolfo Tito de Moraes hiện đang chơi cho Montedio Yamagata.